# Páramo Campanario
El Páramo Campanario  (8°40′42″N 71°15′12″O / 8.67828, -71.2532) es una importante ecorregión de páramo andino  ubicado en la jurisdicción del municipio Andrés Bello, al norte de la ciudad de Mérida, Venezuela. En el páramo Campanario abundan importantes especies de fauna y flora, únicas en el mundo. Allí nacen ríos y quebradas, los cuales desembocan en el Río Capaz. El páramo Campanario es parte del límite sur y oeste del municipio Andrés Bello con los municipios de Campo Elías y Sucre.
El Páramo Campanario forma parte de los páramos más elevados de la Cordillera de Mérida y en su punto más alto, el pico Campanario, alcanza los 4.284 m s. n. m.